# Amblypodia faisina
Amblypodia faisina är en fjärilsart som beskrevs av Ribbe 1899. Amblypodia faisina ingår i släktet Amblypodia och familjen juvelvingar. Inga underarter finns listade i Catalogue of Life.